# Stenotarsus tympanizans
Stenotarsus tympanizans es una especie de coleóptero de la familia Endomychidae.

## Distribución geográfica
Habita en Nueva Guinea.